# لهتیساری
لِهْتیساری (سوئدی: Lövö) یک جزیره و بخشی ازمونکنیمی، محله‌ای در غرب هلسینکی، فنلاند است.

## جغرافیا
ظاهر کلی لِهْتیساری ساحلی و جنگلی است. خیابان کوسیسارِنْتیه از طریق لهتیساری از طریق مونکنیمی به مناطق اتانیمی و کِیلانیِمی به شهر همسایه اسپو راه دارد. این خیابان شامل یک پل کوچک از کوسیساری به لهتیساری و یک پل طولانی‌تر از لهتیساری به اتانیمی در نزدیکی کِیلانیِمی است.